# Campylopus thwaitesii
Campylopus thwaitesii är en bladmossart som beskrevs av Georg Friedrich von Jaeger 1872. Campylopus thwaitesii ingår i släktet nervmossor, och familjen Dicranaceae. Inga underarter finns listade i Catalogue of Life.